# Joseph de La Nézière
Joseph Daviel de La Nézière (1873-1944) est un peintre et illustrateur français, qui fut chargé de missions pour le ministère des Colonies et l'administration postale, pour laquelle il a produit de nombreuses vignettes.

## Biographie

### Enfance et famille
Joseph Daviel de La Nézière est né à Bourges le 5 août 1873, de Philippe Ernest Daviel de La Nézière (1826-1888), haut fonctionnaire, et de Marie Nelly Massé (1837-1924), parents entre autres de Raymond (1865-1953), peintre, et de Georges (1878-1914), sportif et coureur automobile, mort au combat durant la Première Guerre mondiale.

### Études
Comme ses deux autres frères, il reçoit une éducation artistique et littéraire de bon niveau. Il pratique l'équitation. Son don pour le dessin est sans doute encouragé par son frère aîné. Il s'inscrit dans la classe d'Alfred Roll, membre de l'Académie des beaux-arts. Dès l'âge de dix-huit ans, il fait partie de la Société de géographie en tant que dessinateur correspondant. Il voyage continuellement et abandonne le droit pour la peinture. 

### Carrière artistique
Il présente ses premiers travaux au salon de la Société nationale des beaux-arts (SNBA) en 1897, trois séries d'aquarelles, inspirées du Berry et de Tunis. L'année suivante, il y expose trois nouvelles aquarelles, inspirées de la Tunisie et des Pays-Bas. En 1899, ce sont trois peintures, de nouveaux inspirées du Berry. Il revient au Salon du Champ-de-Mars en 1902, puis devient associé à la SNBA, pour laquelle sa dernière exposition remonte à 1910.
De ses nombreux voyages (Italie, Sénégal, Chine, Corée, Japon, Indochine, etc.), il ramène des croquis, gouaches, aquarelles, peintures à l'huile, et des pastels  à défaut de trouver d'autres formes de productions pour exercer son art. 
En 1912, il devient l'un des principaux peintres du ministère des Colonies qui le charge de différentes missions. 
En 1919, au Maroc, à Rabat, sous l'impulsion de Lyautey, il s'investit dans le renouveau de l'artisanat et de la protection des richesses artistiques locales. Il monte une unité de production de tapis, plus de 300 ont été produits durant cette période, sous l'auspice de l'Office des industries d'arts indigènes dirigé par Prosper Ricard, destinés au marché de la métropole,.
En 1935, une petite salle du paquebot Normandie est ornée de quatre panneaux décoratifs de sa main. Il est à New York comme délégué pour l'exposition universelle de 1939-1940. Au retour, le conflit européen le contraint à séjourner en Martinique, où il forme Henri Marie-Rose (1922-2010), lequel deviendra un peintre et sculpteur reconnu aux États-Unis. Les événements militaires l'ont fait retourner au Maroc en 1943, où il meurt à Casablanca le 15 avril 1944.
Il a exercé son talent artistique de peintre comme portraitiste, paysagiste, affichiste, journaliste voyageur dans les pays lointains, a peint des dioramas et fait des timbres-poste destinés à la France, au Moyen-Orient et à l'Afrique. Il était membre de la Société des peintres orientalistes français.
Il est enterré au cimetière de Passy (3e division) à Paris.

## Œuvre

### Aquarelles et toiles peintes
Conservation :
- Série de 13 aquarelles inspirées de l'Extrême-Orient, avant 1914, conservées au musée du Louvre[11].
- Diorama de Fès : Ciel et Ville, deux huiles sur toile destinées à l'exposition coloniale de 1931, Paris, musée du Quai Branly[12].

### Affiches

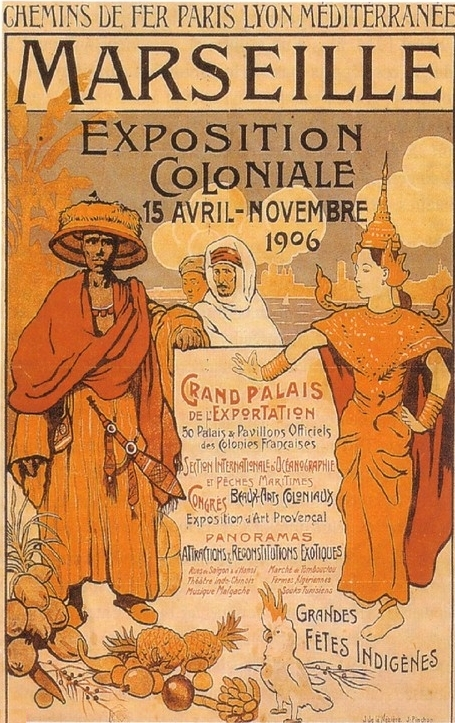
Exposition coloniale de Marseille (1906).
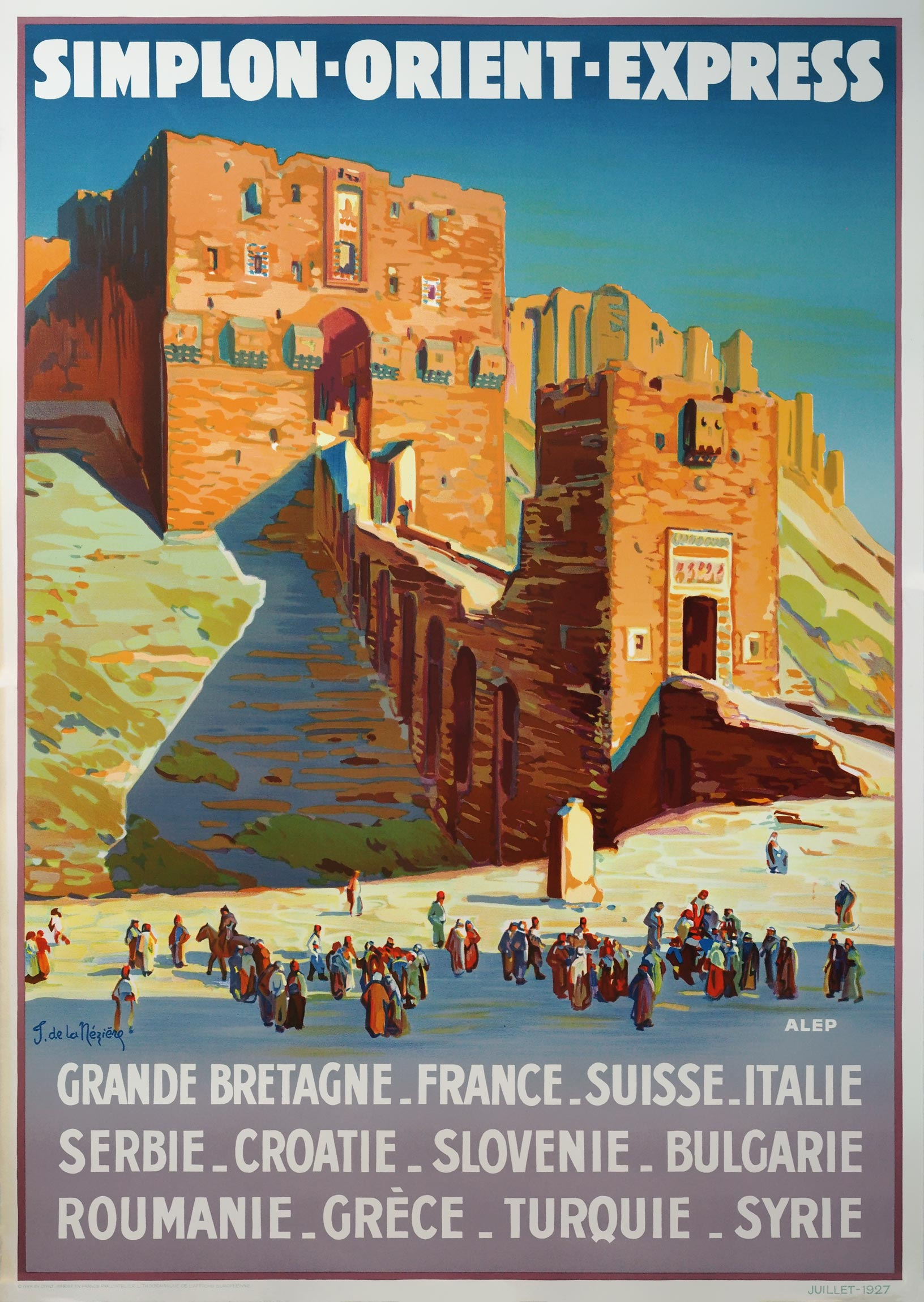
Simplon-Orient-Express - Alep (1910).
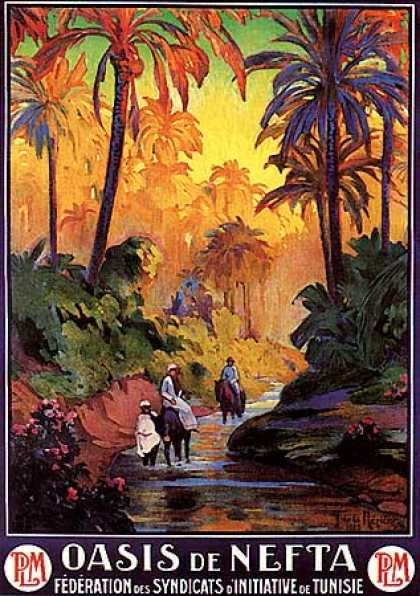
PLM - Oasis de Nefta.
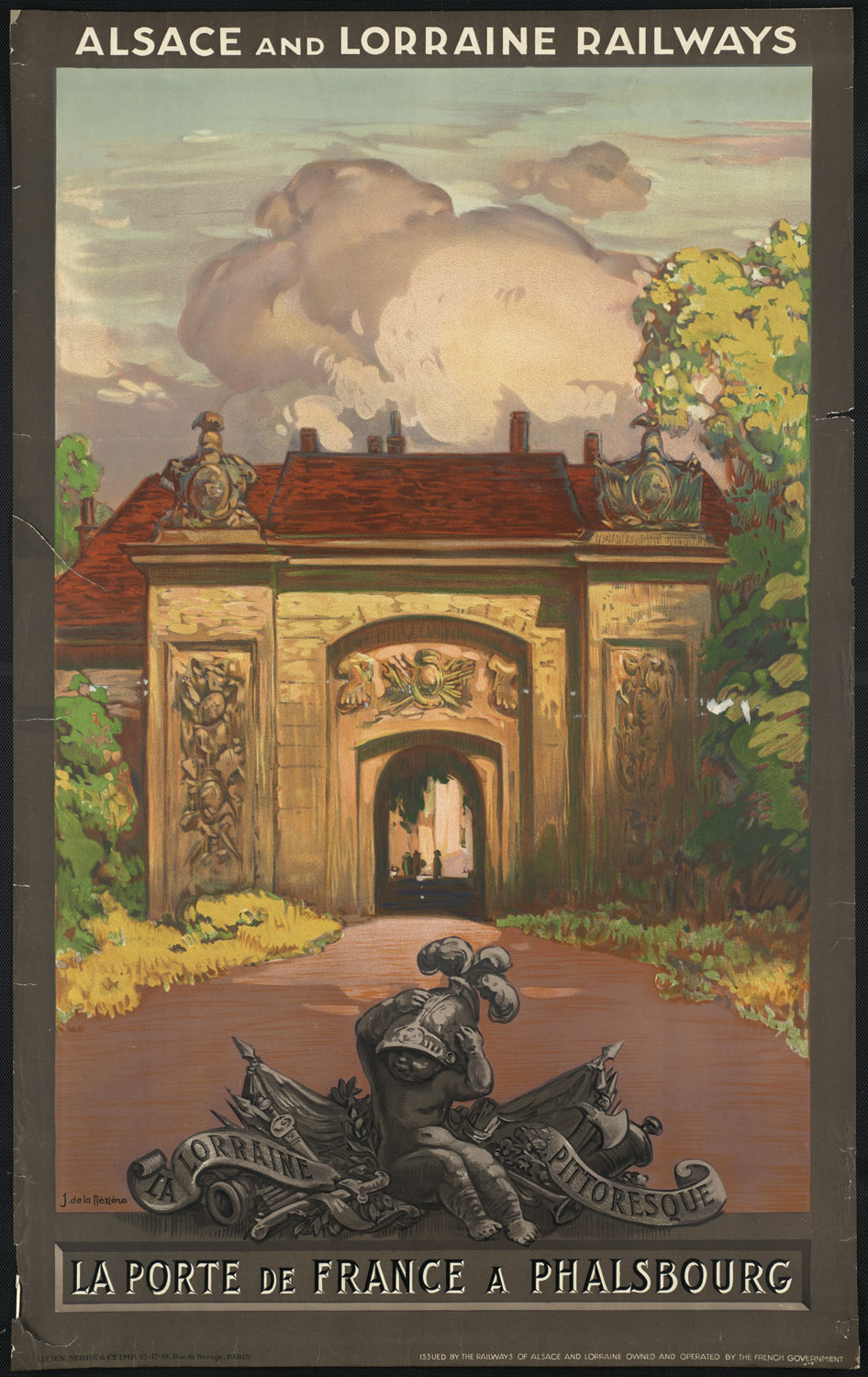
Chemins de fer d'Alsace-Lorraine - La Porte de France à Phalsbourg (années 1920).
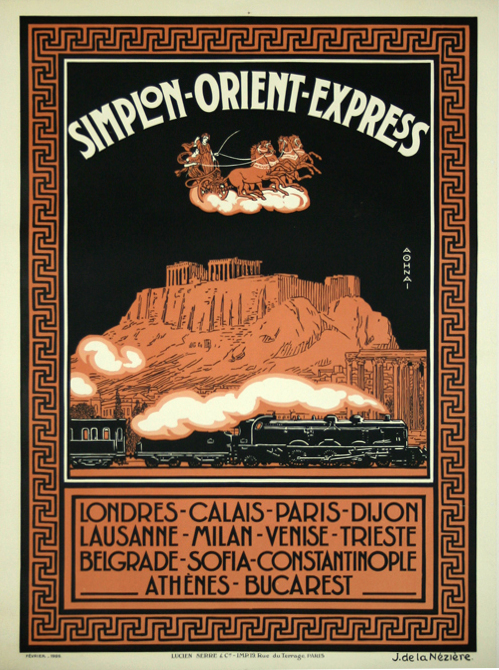
Simplon-Orient-Express et la ville d'Athènes.
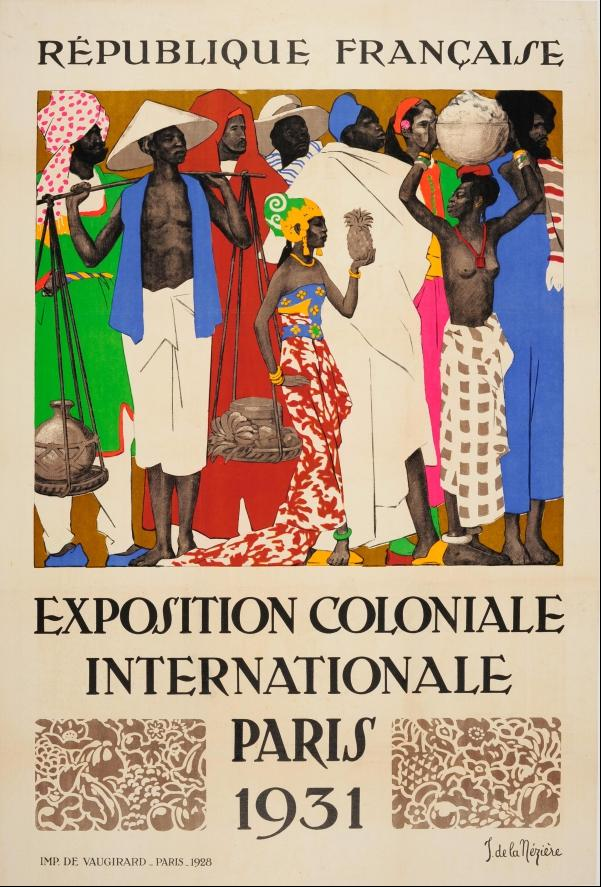
Exposition coloniale internationale Paris 1931 (1928).

### Illustrations et auteur d'ouvrages
- Louis d'Eslion, Huit Jours en Italie : pèlerinage de la jeunesse française à Rome (septembre-octobre 1891), Téqui, 1892.
- Henri Avelot, Monténégro, Bosnie, Herzégovine, Librairie Renouard - Henri Laurens, 1894.
- Émile Baillaud, Sur les routes du Soudan, dont compositions d'Édouard Paul Mérite, Toulouse, E. Privat, 1902.
- L’Extrême-Orient en images : Sibérie, Chine, Corée, Japon, Félix Juven, 1902.
- Louis P. Rivière[13] : Poh-Deng, Scènes de vie Siamoise, L’édition d’art Henri Piazza, 1913.
- Maréchal Lyautey (préface), Le Maroc artistique, dont textes de Raymond Koechlin, Alfred de Tarde, A. R. de Lens [Aline Delens], 1917.
- Maréchal Lyautey (préface), Les monuments mauresques du Maroc, textes et illustrations de J. de La Nézière, Librairie centrale des Beaux-arts - A. Lévy, 1921.
- La Décoration marocaine : cinquante-quatre planches accompagnées d'une préface et d'une table descriptive, A. Calavas, 1924.
- P. E. Cintrat, Kiosques et pavillons de pays d'outre-mer : quarante-deux planches en héliotypie dont 15 coloriées au pochoir, préfacier, Les éditions Albert Lévy, 1931.

### Vignettes postales
Auteur de très nombreuses compositions destinées à la gravure de vignettes postales, Joseph de La Nézière commence à travailler pour l'administration postale française en 1912-1913 avec une première série destinée aux territoires situés en Afrique de l'Ouest. 

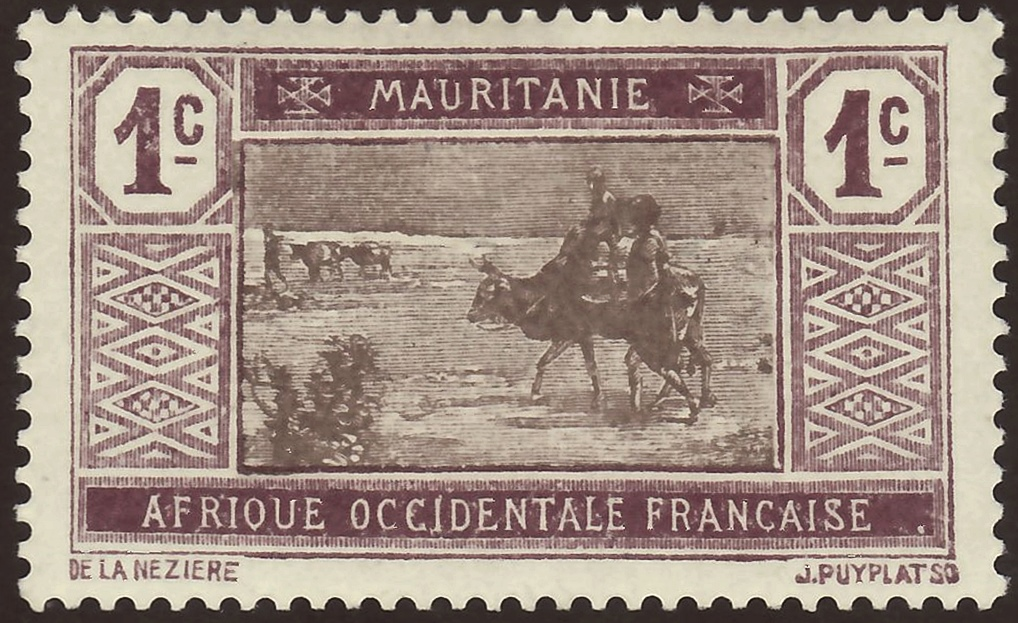
Série AOF (1913-...), 1 centime Mauritanie, gravure de Jules-Jacques Puyplat.
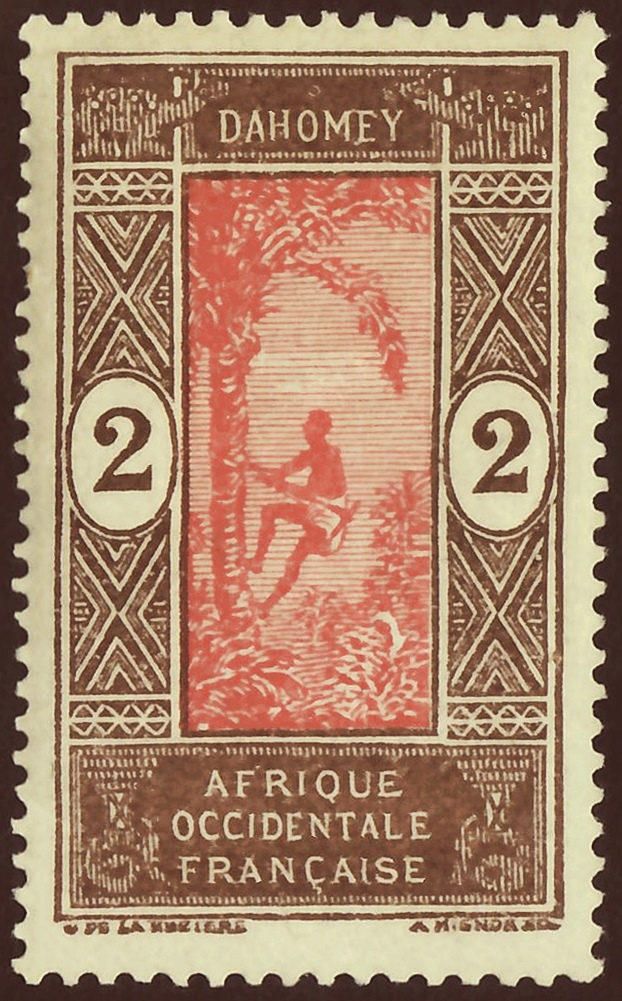
Série AOF (1913...), 2 centimes Dahomey, gravure d'Abel Mignon.
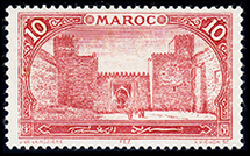
10 centimes Maroc (1917), gravure d'Abel Mignon.
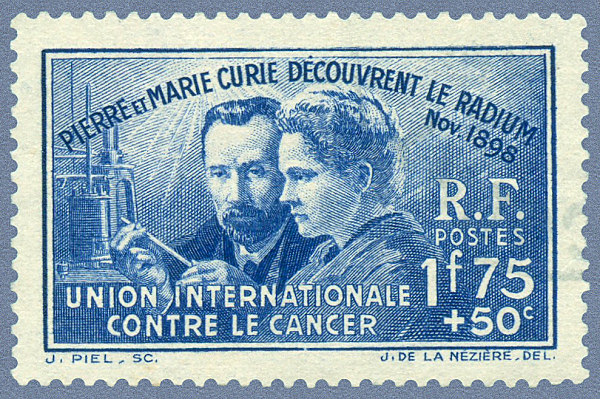
1,75 franc Découverte du Radium (1938), gravure de Jules Piel.